# アイアールディー
株式会社アイアールディー（IRD Co.Ltd）は、かつて存在した日本のレーシングコンストラクター会社である。本社は静岡県磐田市。
旧社名は株式会社スズキスポーツ（Suzuki Sport Co.Ltd）。スズキのグループ会社として、スズキのモータースポーツ活動を統括していた。

## 概要
1986年5月1日設立。「スズキのグループ会社」という事でスズキが出資した会社と思われがちだが、もともと田嶋伸博が自身の資本で設立した会社であり、スズキ本社の資本は2007年まで全く入っていなかった。しかし、事実上スズキのワークス・チーム的扱いで長年にわたりモータースポーツ活動を行ってきた。
2002年から世界ラリー選手権 (WRC)の下位クラスとなるジュニア世界ラリー選手権（JWRC） に『スズキ イグニス Super1600』で参加。また2007年より世界ラリー選手権に『スズキSX4 WRC』で参加しているラリーチーム『Suzuki World Rally Team』はスズキスポーツがオペレーションを担った。しかし、世界的な経済不安による自動車市場の縮小に伴い世界の自動車メーカーがモータースポーツ活動を休止・撤退させていく中、スズキも2009年にて世界ラリー選手権の参加を休止することになった。それに伴い同年スズキは、保有していたスズキスポーツ株を売却した。JWRCは継続していたが、2011年にワンメイク化されたため、こちらも参戦終了となった。
2011年12月1日に現在社名への変更を行なった。
2015年10月1日、伸博が代表取締役会長兼社長を務める株式会社タジマモーターコーポレーションに吸収合併された。